# 黑波蒂克 (伊凡諾-法蘭科夫斯克州)
48°30′22″N 24°43′35″E / 48.50611°N 24.72639°E
黑波蒂克（羅馬化：Chornyi Potik）是烏克蘭的村落，位於該國西部伊萬諾-弗蘭科夫斯克州，由納德維爾納區負責管轄，始建於1629年，面積15.3平方公里，人口2,700，人口密度每平方公里176人。